# Уинебаго (окръг, Илинойс)
Окръг Уинебаго (на английски: Winnebago County) е окръг в щата Илинойс, Съединени американски щати. Площта му е 1344 km², а населението - 278 418 души (2000). Административен център е град Рокфорд.